# Куно Йосуа фон Бюлов
Куно Йосуа фон Бюлов (на немски: Cuno Josua Freiherr von Bülow; * 13 януари 1658 в рицарското имение Абензен при Пайне в Долна Саксония; † 27 юли 1733 в Хановер) е от 1705 г. имперски фрайхер, благородник от стария род фон Бюлов от Мекленбург, от 1727 г. брауншвайгски-люнебургски генерал-фелдмаршал.
Той е син на имперския фрайхер Паул Йоахим фон Бюлов (1606 – 1669) и втората му съпруга Луция фон Алефелд († 1698), дъщеря на Георг фон Алефелдт (1589 – 1641) и Маргарета Бломе († пр. 1666). 
Брат е на Йоахим Хайнрих фон Бюлов (1650 – 1724), хановерски фогт и държавен министър във Фалкенберг, Томас Кристиан фон Бюлов (1651 – 1706), господар в Гьоденщедт, датски генерал-майор, Ханс Ото фон Бюлов (1661 – 1729), хановерски съветник и ланд-дрост в Харбург, и Вилхелм Дитрих фон Бюлов (1664 – 1737), първият кралски пруски главен дворцов майстер, канцлер на „Ордена Черен орел“ и таен съветник.
Баща му Паул Йоахим фон Бюлов и синовете му Йоахим Хайнрих фон Бюлов (1650 – 1724), Томас Кристиан фон Бюлов (1651 – 1706), Куно Йосуа фон Бюлов, Ханс Ото фон Бюлов (1661 – 1729), Вилхелм Дитрих фон Бюлов (1664 – 1737), са издигнати от император Йозеф I с диплома от 16 декември 1705 г. на имперски фрайхер.
Баща му Паул Йоахим фон Бюлов купува през 1654 г. за 1 000 талера рицарското имение Абензен с разрешение на княза. Генерал Куно Йосуа фон Бюлов става наследствен господар на Абензен, през 1700 г. изгонва саксонско-датската войска от селището. През 1727 г. британският крал Джордж II, курфюрст на Брауншайг-Люнебург (Хановер), го прави генерал-фелдмаршал.
Куно Йосуа фон Бюлов влиза ок. 1676 г. в Хановерската войска. Той служи при курфюрст Ернст Август и син му Георг Лудвиг. Той става генерал-адютант на наследствения принц и през 1685 г. майор в гвардията на охраната. През 1688  г. той командва в Брабант като полковник регимент на драгоните. През 1695 г. той се жени за Анна Оелгард фон Алефелд а.д.Х.
През 1696 г. той командва като генерал-майор на кавалерията. През 1704 г. той се отличава в битки  и е повишен на генерал-лейтенант. През 1704 г. той е в Брабант.
През 1705 г. Куно Йосуа фон Бюлов е издигнат на имперски фрайхер и 1707 г. е губернатор на крепостта Хановер, купува къща и става почетен гражданин на Хановер, 1712 г. купува селища и имения. През 1719 г. той е командир при акция против Мекленбург. През 1727 г. Джордж II го издига на генерал-фелдмаршал.

## Фамилия
Куно Йосуа фон Бюлов се жени 1695 г. за Анна Оелгард фон Алефелд (* 1672 в Лемкулен; † 12 януари 1736 в Абензен), дъщеря на Бендикс фон Алефелд (1631 - 1696) и Мария Елизабет фон Квален (1640 - 1716). Те имат дъщеря и син:
- София фон Бюлов (* 1696), омъжена за Фридрих фон Щайнберг, камерхер, и скоро умира
- Ернст Йоахим Хайнрих фон Бюлов (1697 – 1766), хановерсски обер-камерхер, живее ухолно, издигнат на имперски граф на 5 март 1736 г. във Виена от император Карл VI, женен I. 1724 г. за имперската графиня София Шарлота фон Платен Халермунд (* 1699; † 17 април 1761), II. 1761 г. за графиня Анна Клара Луиза фон Килмансег; бездетен